# 泰慶里
泰慶里，是台灣南部自清治時期至日治初期的一個行政區劃，其範圍即今屏東縣的滿州鄉北部。
泰慶里西北邊及北邊為蕃地，東邊瀕臨太平洋，南邊為長樂里，西南邊為治平里。

## 管轄街庄
泰慶里共轄1個庄：
- 今滿州鄉境內：九棚庄